# Oreochromis korogwe
Oreochromis korogwe is een  straalvinnige vissensoort uit de familie van cichliden (Cichlidae). De wetenschappelijke naam van de soort is voor het eerst geldig gepubliceerd in 1955 door Lowe.
De soort staat op de Rode Lijst van de IUCN als niet bedreigd, beoordelingsjaar 2006.